# Бахшян, Юрий Гургенович
Ю́рий Гурге́нович Бахшя́н (арм. Յուրի Գուրգենի Բախշյան, 28 июня 1947, Горис — 27 октября 1999, Ереван) — вице-спикер парламента Армении первого и второго созывов. Погиб в результате террористического акта.
- 1965—1970 — физический факультет Ереванского государственного университета. Награждён посмертно «медалью Анания Ширакаци» (1999).
- 1970—1972 — служил в Советской Армии.
- 1972—1993 — преподавал в Ереванском государственном университете, в школе, был старшим научным сотрудником, заместителем директора физико-математической школы, затем — государственного института повышения квалификации учителей.
- С 1977 — был научным сотрудником Армянского филиала Всесоюзного института источников тока.
- 1990—1993 — был депутатом городского совета Еревана.
- 1993—1995 — был первым заместителем председателя исполнительного комитета городского совета Еревана.
- 1995—1999 — депутат парламента. Член постоянной комиссии по государственно-правовым вопросам. С 1998 был избран вице-спикером. Член фракции «Республика», затем член депутатской группы «Еркрапа».
- 30 мая 1999 — избран депутатом парламента. Председатель постоянной комиссии по государственно-правовым вопросам. Член партии «РПА».
- 13 сентября 1999 — избран вице-спикером парламента Армении. Член партии «РПА».